# Paepalanthus cumbricola
Paepalanthus cumbricola är en gräsväxtart som beskrevs av Harold Norman Moldenke. Paepalanthus cumbricola ingår i släktet Paepalanthus och familjen Eriocaulaceae. Inga underarter finns listade i Catalogue of Life.